# Lassi

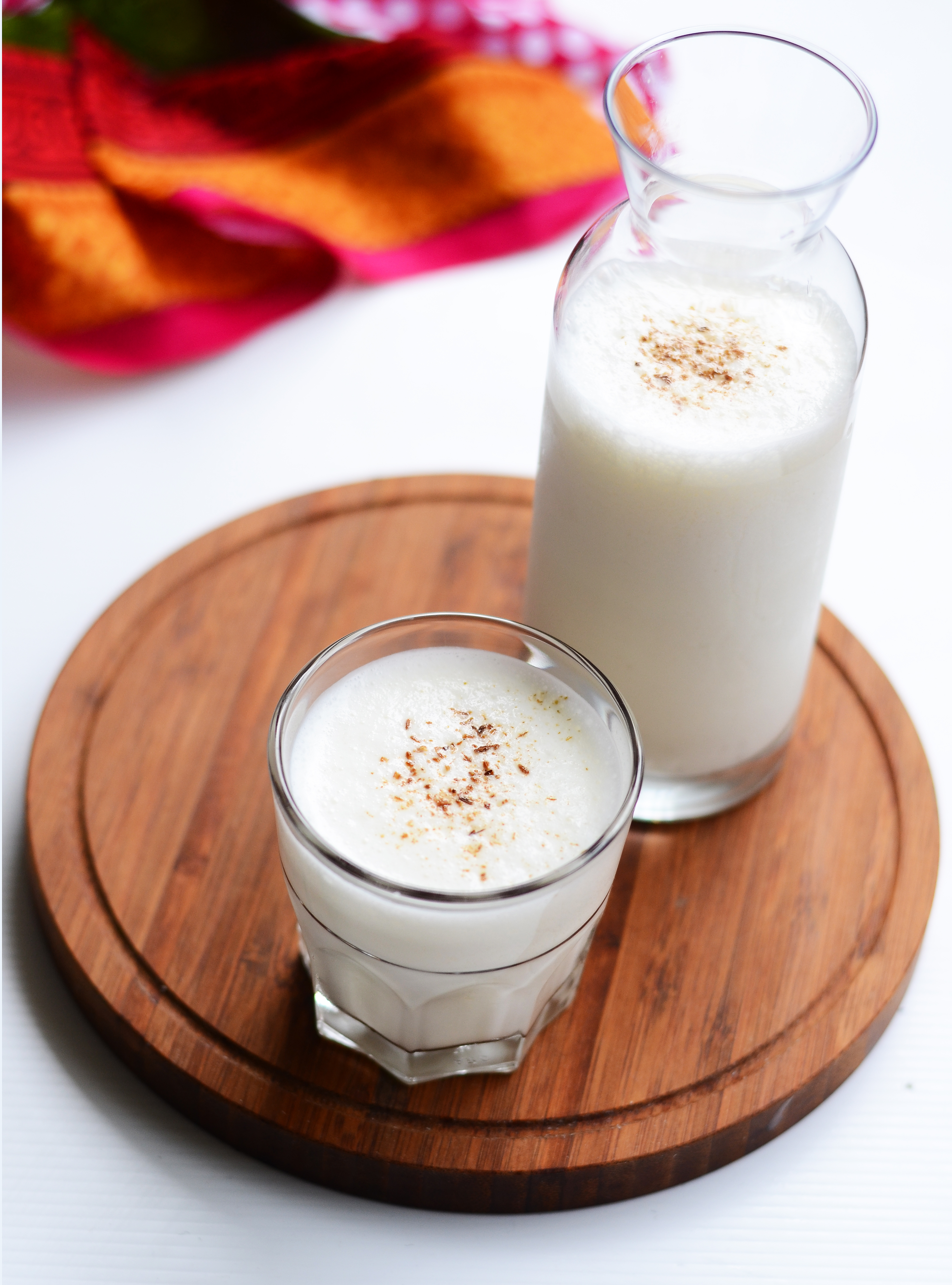
Sữa chua Lassi vị muối

Sữa chua Lassi là một loại đồ uống làm từ sữa chua của Ấn Độ với độ đặc sệt giống như sinh tố. Sữa chua Lassi được gọi là "thức uống làm từ sữa chua truyền thống và phổ biến nhất" ở Ấn Độ. Món đồ uống này cũng được mô tả là dạng sữa chua sệt "được yêu thích nhất và phổ biến nhất ở Punjab" hoặc còn được mệnh danh là "đồ uống mùa hè được yêu thích nhất" và "thức uống giải nhiệt của Punjab".
Lassi có nguồn gốc từ vùng Punjab của tiểu lục địa Ấn Độ. Trong tiếng Punjabi thì từ lassi có nghĩa là sữa chua trộn với nước trong. Lassi được chế biến bằng cách trộn sữa chua, nước và gia vị. Ở Punjab thì sữa chua theo truyền thống được làm từ sữa dê. Tuy nhiên, các biến tấu của Lassi có thể được chuẩn bị theo những cách khác nhau. Gia vị của món này gồm rau thì là và bạch đậu khấu cũng chính là những gia vị phổ biến nhất được thêm vào món thức uống này. Lassi theo truyền thống được đựng và dọn ra trong một chiếc cốc bằng đất sét được gọi là Kulhar